# 闫楼乡
闫楼乡，是中华人民共和国河南省開封市兰考县下辖的一个乡镇级行政单位。

## 行政区划
闫楼乡下辖以下地区：
闫北村、闫南村、汴寨村、郭庄东村、马庄村、柳园村、大李东村、王玉堂村、元子村、小李庄村、田庄村、高寺村、陈集村、王庄村、大李庄西村、东茨蓬村、薛店村、宋庄村、肖庄村、西茨蓬村、大付堂西村、大付堂东村、郭庄西村和郭庄中村。